# 4/VIII Batalion Wartowniczy
4/VIII Batalion Wartowniczy – oddział Wojska Polskiego pełniący między innymi służbę ochronną na granicy II Rzeczypospolitej.

## Formowanie i zmiany organizacyjne
4/VIII batalion wartowniczy sformowano w 1919. Funkcjonował w strukturze Okręgu Generalnego Toruń. W skład batalionu wchodziło dowództwo oraz 4 kompanie po 3 plutony. W dowództwie, oprócz dowódcy batalionu, służyli oficerowie: sztabowy, adiutant, prowiantowy i kasowy; podoficerowie: mundurowy, prowiantowy, rusznikowy, sanitarny oraz 6 ordynansów. Na początku 1921 batalion stacjonował w garnizonie Tuchola, w którym znajdował się Obóz Jeńców Nr 7 i szpital wojskowy przy tym obozie.
Na podstawie rozkazu Ministra Spraw Wojskowych nr 3046/Org z dnia 24 marca 1921, na bazie 4/VIII batalionu wartowniczego powstał 21 batalion celny.

## Dowódcy batalionu
- ppłk piech. Wiktor Łapicki (do 27 II 1921 → dowódca Baonu Zapasowego Wojsk Wartowniczych i Etapowych Nr VIII[7])
- ppłk Antoni Kamiński (27 II – III 1921 → dowódca Baonu Celnego Nr 21[7])